# Unterrosenauerwald
Unterrosenauerwald ist eine Ortschaft und als Unterrosenauerwaldhäuser eine Katastralgemeinde der Gemeinde Zwettl-Niederösterreich im Bezirk Zwettl in Niederösterreich.

## Geographie
Die südlich an die Zwettl liegende Streusiedlung erstreckt sich bis nach Ober Rosenauerwald und gliedert sich in zahlreiche Ortslagen, die alle in die Zwettl entwässern; größter Zubringer ist der Frankenbach. Erreichbar ist der Ort über die Landesstraßen L71  im Norden oder die L74 im Süden.
Zur Katastralgemeinde zählten früher auch die Weiler Bernhards und Purken.

## Geschichte
Im Jahr 1822 wurde der Ort mit 47 einzelnen Häusern genannt, die nach Rosenau eingepfarrt waren, wohin auch die Kinder eingeschult wurden. Die Herrschaft Weitra besaß die Ortsobrigkeit, übte die Landgerichtsbarkeit aus, besorgte die Konskription und hatte die Grundherrschaft inne. Mit den Reformen 1848/1849 löste Friedrich Egon Landgraf zu Fürstenberg (1774–1856) die Herrschaft auf und die Unterrosenauer Waldhäuser wurden der damaligen Gemeinde Rosenau Schloß zugeteilt. In den 1870er-Jahren ersuchte Unterrosenauerwald um Trennung von der Gemeinde Rosenau Schloß, um selbst eine politische Gemeinde zu errichten, was aber vom Landtag abgewiesen wurde, weil dieser davon ausging, dass Unterrosenauerwald nicht in der Lage sein würde, die Geschäfte des eigenen Wirkungsbereiches zu besorgen.
Laut Adressbuch von Österreich waren hier im Jahr 1938 weder Gewerbetreibende noch Landwirte mit Direktvermarktung ansässig. Als Teil der Gemeinde Rosenau Schloß trat Unterrosenauerwald im Rahmen der Niederösterreichischen Kommunalstrukturverbesserung per 1. Jänner 1971 der Stadtgemeinde Zwettl bei.

## Grenzsteine
Rund drei Kilometer westlich von Rosenau stehen am Waldrand an der Grenze zu Niederneustift zwei historische Grenzsteine aus dem Jahr 1720. Auf ihnen stehen die Buchstaben HR für Herrschaft Rosenau, darunter die Jahreszahl 1720 und zum Schluss ist die Buchstabenfolge GL für Graf Leopold Christoph von Schallenberg eingemeißelt ().